# UFC 133
UFC 133: Evans vs. Ortiz fue un evento de artes marciales mixtas celebrado por Ultimate Fighting Championship el 6 de agosto de 2011 en el Wells Fargo Center, en Filadelfia, Pensilvania.

## Historia
Varios peleadores que esperaban luchar en este evento sufrieron lesiones. Esto llevó a múltiples peleas, incluyendo peleas de campeonato a ser canceladas.
El evento esperaba que el campeón de peso semipesado Jon Jones hiciera su primera defensa del título 'contra el excampeón de peso semipesado Rashad Evans, pero una lesión preexistente en la mano derecha de Jones lo dejó fuera hasta finales de 2011. No estoy dispuesto a esperar, Evans aceptó una pelea contra Phil Davis en este evento. Sin embargo, Jones se enteró de que él ya no requería cirugía y en su lugar hizo su primera defensa del título contra Quinton Jackson el 24 de septiembre de 2011 en UFC 135.
El 12 de julio, Phil Davis se retiró de su pelea principal en el evento con Rashad Evans debido a una lesión en la rodilla que sufrió durante el entrenamiento. Tito Ortiz inicialmente rechazó una oferta para intervenir como reemplazo de Davis y Evans se rumoreaba entonces que tendría una revancha con Lyoto Machida de su pelea por el título en UFC 98. El campamento de Machida aceptó verbalmente la pelea, pero cuando el presidente de UFC, Dana White, llamó al campamento de Machida de nuevo para confirmar la pelea, Machida dijo que solo lucharía si recibía una paga más alta, White se negó. Mientras tanto, Tito Ortiz reconsideró la oferta y reemplazó a Davis. La pelea de Evans/Davis fue reprogramada posteriormente para UFC on Fox 2 el 28 de enero de 2012, donde Evans ganó por decisión unánime.

## Premios extra
Cada peleador recibió un bono de $70,000.
- Pelea de la Noche: Rashad Evans vs. Tito Orti
- KO de la Noche: Vitor Belfort
- Sumisión de la Noche: No hubo sumisiones.

^^ Brian Ebersole fue galardonado con el título honorario de "conseguir eliminar esos horribles pantalones cortos de televisión tan pronto como sea posible" Dana White por derrotar a Dennis Hallman.